# Замок Рахберрі
Замок Рахберрі (англ. Rathberry Castle) — один із замків Ірландії, розташований в графстві Корк, в одноіменній парафії.

## Історія замку Рахберрі
Замок Рахберрі був побудований в XV столітті Рандалом Огом Баррі. У 1617 році замок захопила аристократична родина Фрек. У 1641 році спалахнуло повстання за незалежність Ірландії, замок став ареною боїв. Замок оточили місцеві ірландські клани. Замок багато разів переходив з рук в руки і це тривало довго. Але потім, коли повстання було придушене Олівером Кромвелем, замок знову повернула собі родина Фрек.
У 1715 році родина Фрек поріднилася шлюбом з родиною Еван з Лімеріка. Родина стала називатися Еван-Фрек. Потім голова родини отримав титул пера Ірландії та титул І барона Карбері. Лорд Карбері на той час володів землями 13 700 акрів землі. Наприкінці XVIII століття сер Джон Еван-Фрек побудував новий великий замок Фрек і замок Рахбері був закинутий. Нині він лежить в руїнах. Зберігся тільки частково. Збереглася арка, підвали. Землі і замок Рахбері стали частиною фермерського угіддя Кастлбрек. Нині руїни замку знаходяться на приватній території і закриті для відвідування.